# Leptoclinides durus
Leptoclinides durus är en sjöpungsart som beskrevs av Kott 200. Leptoclinides durus ingår i släktet Leptoclinides och familjen Didemnidae. Inga underarter finns listade i Catalogue of Life.